# Calosphaeria princeps
Calosphaeria princeps är en svampart som beskrevs av Tul. & C. Tul. 1863. Calosphaeria princeps ingår i släktet Calosphaeria och familjen Calosphaeriaceae.   Inga underarter finns listade i Catalogue of Life.